# Copelatus bibulus
Copelatus bibulus är en skalbaggsart som beskrevs av Guignot 1948. Copelatus bibulus ingår i släktet Copelatus och familjen dykare. Inga underarter finns listade i Catalogue of Life.